# Standard rugby club Chaudfontaine
 (signalé en mai 2025).
Si vous disposez d'ouvrages ou d'articles de référence ou si vous connaissez des sites web de qualité traitant du thème abordé ici, merci de compléter l'article en donnant les références utiles à sa vérifiabilité et en les liant à la section « Notes et références ».
- Archive Wikiwix
- Bing
- Cairn
- DuckDuckGo
- E. Universalis
- Gallica
- Google
- G. Books
- G. News
- G. Scholar
- Persée
- Qwant
- (zh) Baidu
- (ru) Yandex
- (wd) trouver des œuvres sur Wikidata

Maillots
Le Standard Chaudfontaine Rugby Club (S.C.R.C.) est l’un des 7 clubs de rugby à XV de la Province de Liège. Il évolue à l’heure actuelle[Quand ?] en 1re division régionale.

## Historique
C'est en 1963 que le club omnisports du Standard de Liège, avec l'aide de Bernard Loiseau et Pol Withof qui venaient tous deux de quitter le RFC Liégeois Rugby, ont fondé le Standard Rugby Club.
Le club évolua en 1984 et 1994 en première division nationale à la suite de ces deux titres de deuxième division lors des saisons 1983 et 1993.
En 1995, le club relance l'école des jeunes sous l'impulsion de Michel Giannuzzi. L'équipe fanion joue durant plusieurs années en 2e division nationale.
À partir des années 2000 le club comporte presque une équipe complète dans chaque catégorie. À la suite d'une formation de qualité, plusieurs jeunes intègrent l'équipe nationale : Jonathan Flasschoen, Julien Capel, Arnaud Pens, Romain Deblauw, Alex Flasschoen, Charles Jansen, Loic Engelen, François Farnir, Jules Wilderiane. 
En 2009, une section féminine est ouverte sous l'impulsion d'Alex Flasschoen. Dès sa première saison, les filles en entente avec le Coq Mosan font une saison parfaite : 18 victoires en autant de match et un goal average de 818 points marqués contre 0 encaissé. Elles finissent donc championne de la 2e division nationale féminine belge.
Les juniors ont également été sacrés champion cette année-là dans leur catégorie.

## Palmarès
| Compétitions nationales |
| Championnat de Belgique de 2e division (2) - Champion en 1983 et en 1993 Coupe de Belgique de rugby à XV - Finaliste (2) en 1994 et en 2002 Coupe de l'Effort (1) - Vainqueur en 1994 - Finaliste en 2011 et 2012 |
| Compétitions de jeunes |
| Championnat de Belgique junior de 2e division (2) - Champion en 2002 et en 2009 |
| Compétitions féminines |
| Championnat de Belgique de 2e division (1) - Champion en 2009 |